# Juntarō Takahashi
Juntarō Takahashi (jap. 高橋順太郎 Takahashi Juntarō; ur. 2 maja 1856, zm. 4 czerwca 1920) – japoński lekarz, farmakolog. 

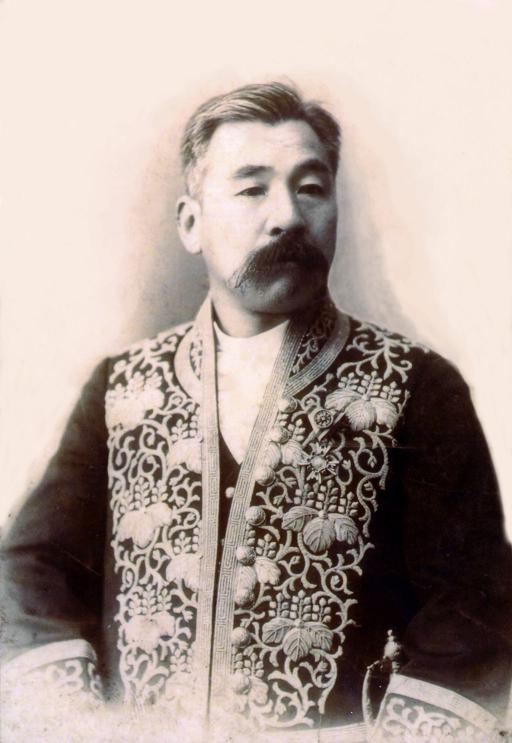
Juntarō Takahashi

Takahashi był profesorem farmakologii na Cesarskim Uniwersytecie w Tokio od 1919 roku. Wcześniej studiował w Europie w Strasburgu u prof. Oswalda Schmiedeberga.